# 長野県立飯田風越高等学校
もしかして
- 長野県飯田風越高等学校

ではありませんか？